# لا تخبر أحدا
لا تخبر أحدًا هو فيلم من نوع مقتبس ‏ أُصدر في 1 نوفمبر 2006. الفيلم من إنتاج كنال+ وسين+ كلاسيك، ومن توزيع يوروبا كورب، وهو من إخراج غيوم كاني، أما السيناريو فكان من كتابة غيوم كاني وفيليب يفبفر. الفيلم مقتبسٌ من Tell No One (novel) ‏ من تأليف هارلان كوبن.

## القصة
تقع أحداث الفيلم في باريس. وقصة الفيلم الرئيسية حول السَفاح.

## طاقم التمثيل
- جان روشفور
- ناتالي باي
- Florence Thomassin [الإنجليزية]‏
- كريستين سكوت توماس
- ماري جوزيه كروز
- اندريه دارمنت
- ارنو هينريت
- بريجيت كاتيلون
- مارينا هاندز
- Christophe Rossignon  [لغات أخرى]‏
- Daniel Znyk  [لغات أخرى]‏
- Danièle Ajoret  [لغات أخرى]‏
- فرانسواز بيرتن
- تيري نوفيك
- غيوم كاني
- Jean-Pierre Lorit [الإنجليزية]‏
- هارلان كوبن
- Jérémie Covillault  [لغات أخرى]‏
- لورينت لافيت
- ماري مارتن  [لغات أخرى]‏
- مارتين شوفالييه [الإنجليزية]‏
- Mika'ela Fisher [الإنجليزية]‏
- فيليب يفبفر
- Pierre-Benoist Varoclier [الإنجليزية]‏
- سمير قواسمي
- إريك النجار  [لغات أخرى]‏
- Éric Savin [الإنجليزية]‏
- Yodelice [الإنجليزية]‏
- سارا مارتينز
- آن ماريفين
- أندريه دوسولير
- جيل لولوش
- جاليل لسبرت
- فرانسو بيرليند
- فرانسوا كلوزيه
- أوليفييه مارشال
- كريستيان كاريون

## الإنتاج
موسيقى الفيلم التصويرية كانت من تأليف ماثيو شديد.

## وصلات خارجية
- لا تخبر أحدًا على موقع IMDb (الإنجليزية)
- لا تخبر أحدًا على موقع ميتاكريتيك (الإنجليزية)
- لا تخبر أحدًا على موقع روتن توميتوز (الإنجليزية)
- لا تخبر أحدًا على موقع نتفليكس (الإنجليزية)
- لا تخبر أحدًا على موقع ألو سيني (الفرنسية)
- لا تخبر أحدًا على موقع Turner Classic Movies (الإنجليزية)
- لا تخبر أحدًا على موقع أول موفي (الإنجليزية)
- لا تخبر أحدًا على موقع بوكس أوفيس موجو (الإنجليزية)
- لا تخبر أحدًا على موقع فيلمافينيتي (الإسبانية)
- لا تخبر أحدًا على موقع قاعدة بيانات الأفلام السويدية (السويدية)